# Witold Lanci

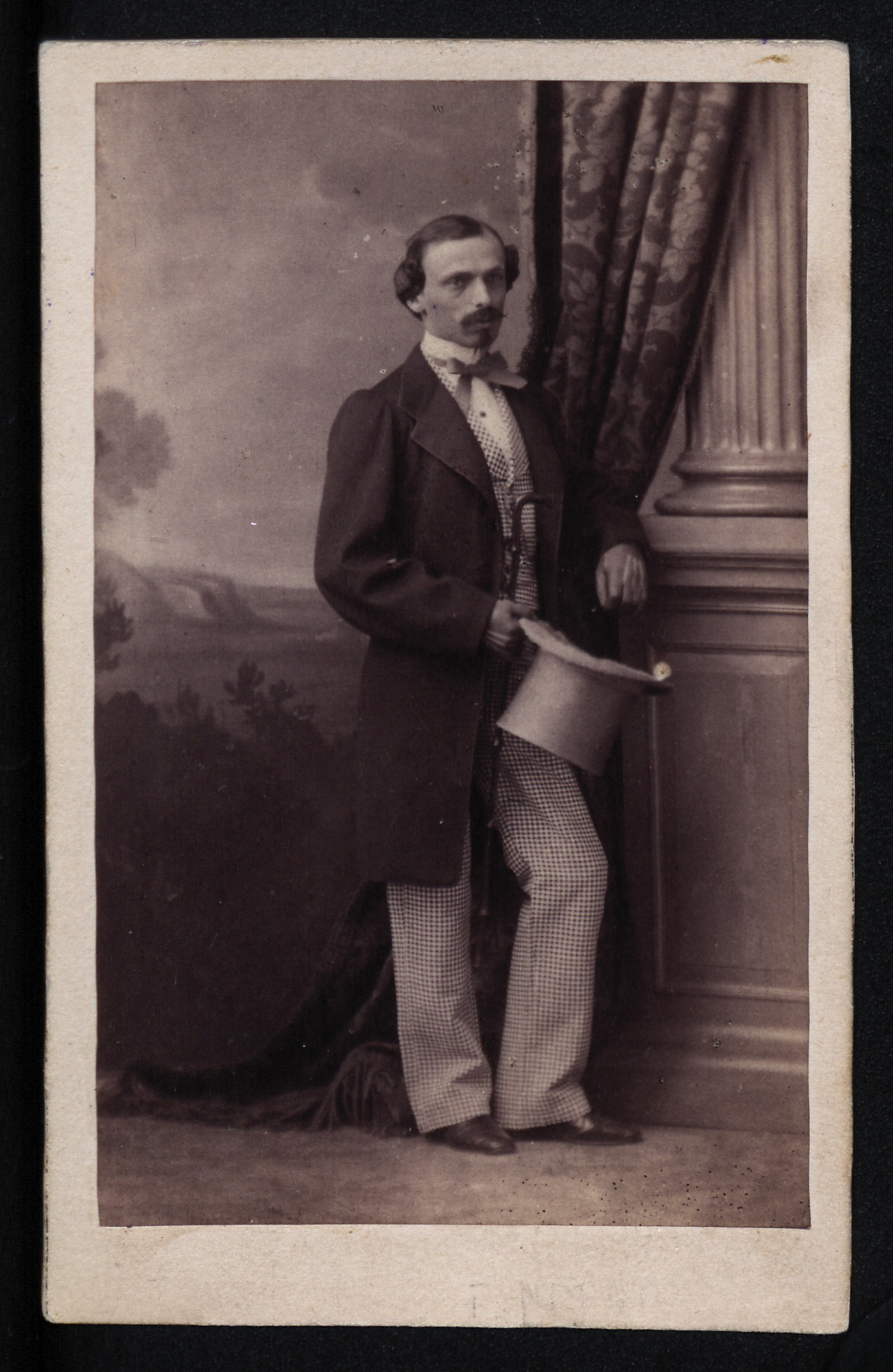
Witold Lanci

Witold Lanci (* 1829 in Warschau; † 1892 in Kalwaria bei Suwałki) war ein polnischer Architekt und Vertreter des Eklektizismus, der vor allem in Warschau wirkte.

## Leben
Lanci war der in Polen geborene Sohn des aus Italien stammenden Architekten Francesco Maria Lanci. Er studierte, wie sein Vater, an der Lukas-Akademie in Rom. Im Jahr 1857 kehrte er nach Polen zurück und arbeitete zunächst mit seinem Vater zusammen. 1860 erlangte er den Titel „Baumeister II. Klasse“, 1864 wurde er zum „Baumeister III. Klasse“ ernannt und eröffnete sein eigenes Architekturstudio.
Sein Werk war von der damaligen Wiener Architektenszene beeinflusst und führte oft zu einer Vermischung unterschiedlicher Baustile wie z. B. die der Spätrenaissance Frankreichs mit der aus Italien. 
In Warschau schuf Lanci viele Mietshäuser im Stil der Neorenaissance und des Neobarocks. Diese Gebäude befanden sich an großen Straßen wie den Aleje Jerozolimskie (Nr. 33 und 55), der Ulica Marszałkowska (Nr. 98, 138, 154 und 156) oder der Ulica Emilii Plater (Nr. 57).

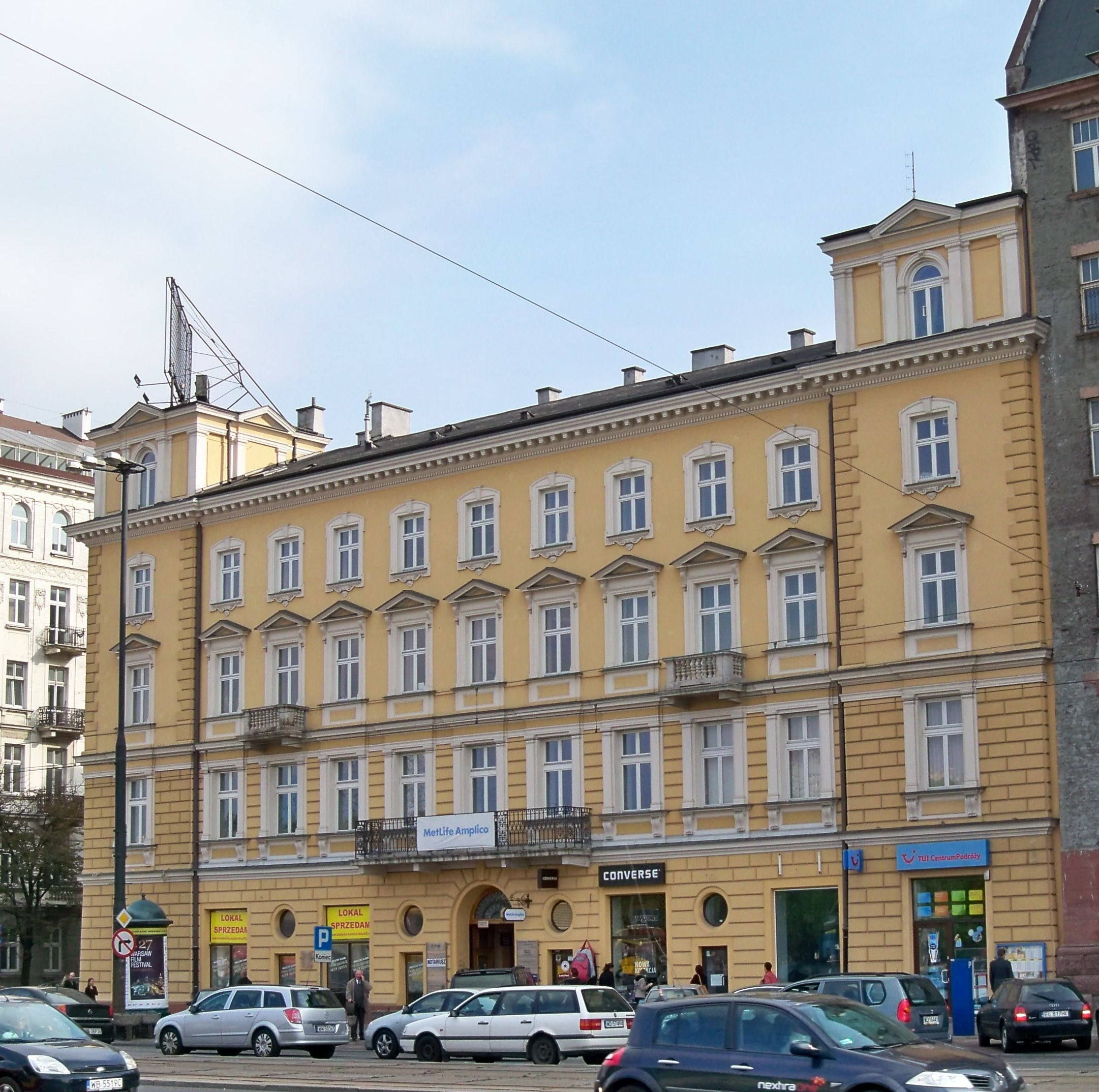
Noch bestehendes Mietshaus von Lanci an den Aleje Jerozolimskie 55

## Bauten (Auswahl)
- Grabkapelle der Familie Lutosławski in Drozdowo (1870)
- Neoromanische Kirche in Drozdowo (1869–1878)
- Gebäude der Börse an der Ulica Królewska 14 (1876)
- Szlenkier-Palast (1881–1883)
- Hotel Brühl (um 1882)
- Reithalle in der Ulica Królewska 15
- Bahnhof in Lublin